# Instant Fiction
Instant Fiction (auch Instant-Serie) ist ein vom ZDF 2020 während der COVID-19-Pandemie erdachtes Produktionsformat für Fernsehserien. Es handelt sich um „für die Mediathek konzipierte kurze fiktionale Serien, die in nur wenigen Wochen vom Konzept bis zur Veröffentlichung produziert werden.“ Die Serien richten sich an eine streamingaffine Zielgruppe von Mitte zwanzig bis Mitte dreißig und sollen durch eine beschleunigte Produktion aktuelle Popkultur und virulente gesellschaftliche Themen und Debatten schnell aufgreifen können. Als Folge zeichnen sie sich in der Regel durch kürzere Episoden von rund 15 Minuten aus und laufen überwiegend zunächst als Webserien, beim ZDF also in der ZDFmediathek.

## Produktion
Mit dem Format soll es von der Idee bis zur Veröffentlichung maximal sechs Monate dauern. Dies bedeutet in der Produktion etwa ein kleineres Ensemble, wenige Drehorte meist in Innenräumen und geringeres Budget und Produktionsaufwand.
Jasmin Maeda, Redaktionsleiterin beim ZDF, beschreibt: „Die Beschleunigung vollzieht sich auf vielen Ebenen. Das fängt beim schnellen Entscheidungsverfahren und Produktions-Go an und setzt sich bis zur Ausstrahlung fort. Alle beteiligten Gewerke, von der Redaktion über das gesamte Kreativteam im Entwicklungs- und Produktionsprozess bis hin zur technischen Endfertigung entwickeln und produzieren im Rekordtempo.“ Dabei mussten während der Pandemie die Einschränkungen unter Hygieneauflagen berücksichtigt und Aufgaben an die Darsteller delegiert werden, die sich etwa bei bestimmten Instant-Serien selbst filmten.

## Titel
- 2020: Drinnen – Im Internet sind alle gleich
- 2020: Liebe. Jetzt!
- 2020: Lehrerin auf Entzug
- 2021: Schlafschafe
- 2021: Loving Her
- 2021: Abgetaucht! – Meine falschen Ferien (KiKA)
- 2022: Becoming Charlie
- 2022: Himmel & Erde
- 2023: WatchMe
- 2023: Ready.Daddy.Go!
- 2023: Aufgestaut
- 2023: Freiheit ist das Einzigste, was zählt
- 2024: Bauchgefühl
- 2024: Hungry
- 2025: the other gairl